# Oribatella tenuis
Oribatella tenuis är en kvalsterart som beskrevs av Csiszár 1962. Oribatella tenuis ingår i släktet Oribatella och familjen Oribatellidae. Inga underarter finns listade i Catalogue of Life.